# Leo Appelt
Leo Appelt (Hannover, 26 mei 1997) is een Duits wielrenner die anno 2018 rijdt voor LKT Team Brandenburg.

## Carrière
Appelt werd in 2015 wereldkampioen tijdrijden door de Amerikanen Adrien Costa en Brandon McNulty naar de dichtste ereplaatsen te verwijzen. Mede door deze uitslag werd hij in 2016 opgenomen door de opleidingsploeg van BMC Racing Team, BMC Development Team, waar hij slechts een seizoen bleef. Na een jaar zonder ploeg te hebben gezeten, tekende Bokeloh voor het seizoen 2018 bij LKT Team Brandenburg.

## Overwinningen
2014
Proloog Sint-Martinusprijs Kontich
2015
1e etappe Ronde van Nedersaksen, Junioren
Eindklassement Ronde van Nedersaksen, Junioren
 Wereldkampioen tijdrijden, Junioren

## Ploegen
- 2018 –  LKT Team Brandenburg

Appelt · Banusch · Bokeloh · Dieteren · Hähnel · Jürß · Koch · Malcharek · Rudys · Taebling · Weber